# Осјеченица
Планина Осјеченица се налази у Општини Босански Петровац. Висока је 1.795 метара и спада у средње високе планине. Њен планински масив дуг је 30 км. С њене стране се налази кањон ријеке Уне и њене притоке Унца, а са друге крашка поља: Медено, Бјелајско и Петровачко.
Тјеме планине Осјеченице штрчи изнад појаса шума и одсјечено је па од тога долази и назив ове планине — Осјеченица. На врху се налази уска и скоро километар дуга висораван са чијих се страна спуштају камене литице. Флора и фауна ове планине је јако богата, а посебно је вриједно истаћи цвијет рунолист. 
Извори воде су ријетки, са петровачке стране најближи извор је Горана.
Сусједне планине су јој Клековача и Грмеч.